# Rainaldo di Collemezzo
Rainaldo di Collemezzo  (né v. 1110  à  Collemezzo, et mort en octobre 1166 à Mont Cassin) est un cardinal   du XIIe siècle. Rainaldo  est membre de la famille des comtes de Marsi et serait  un frère de  Baudouin (cardinal, 1130). Il est membre de l'ordre des cisterciens à Mont Cassin et est abbé de Mont Cassin de 1137 à 1166.

## Biographie
Le pape Innocent II le crée cardinal-prêtre de SS. Marcellino e Pietro lors d'un consistoire de 1140.
Rainaldo participe aux élections de 1143 (élection de Célestin II), de  1145 (élection d'Eugène III), de 1153 (élection d'Anastase IV), de  1154 ((élection d'Adrien IV)  et de  1159 (élection d'Alexandre III).